# Oskar Maria Graf
Oskar Maria Graf (ur. 22 lipca 1894 w Bergu, zm. 28 czerwca 1967 w Nowym Jorku) – niemiecki pisarz, anarchista współpracujący z Erichem Mühsamem i ruchem pacyfistycznym. Na emigracji bardzo aktywny w działalności antyfaszystowskiej, współpracownik międzynarodowego ruchu socjalistycznego. Autor socjalistycznych i anarchistycznych powieści.
W młodości pracował jako piekarz. Przed I wojną światową wyjechał do Monachium, gdzie dołączył do bohemy artystycznej, pracując dorywczo. Wiele podróżował. W czasie Wielkiej Wojny służył na froncie wschodnim. W 1916 roku został osadzony w karcerze za niesubordynację, wysłany do zakładu psychiatrycznego, a następnie po zorganizowaniu strajku głodowego zwolniony.
W 1917 roku ożenił się z Karoliną Bretting. Rok później urodziła się córka Anna Maria (1918–2008). Małżeństwo rozpadło się już w tym samym roku (rozwód nastąpił w 1944 roku). Oskar Graf brał wówczas udział w strajkach, rewolucji w Monachium i był aresztowany. W 1919 roku związał się z żydówką Mirjam Sachs (ślub wzięli w 1944 roku, zmarła w 1959).
W latach 20. pracował w teatrze. W 1933 roku wyjechał z Niemiec, a naziści umieścili go na liście autorów zakazanych. Z Austrii wyjechał do Czechosłowacji, a w 1938 roku do USA. Udzielał się w tamtejszym ruchu literackim. W 1957 roku otrzymał amerykańskie obywatelstwo i odbył swoją pierwszą powojenną podróż do Europy. Trzy lata później otrzymał honorowy doktorat Wayne State University.